# Giovanni Coppa
Giovanni Coppa (Alba, Piamonte, 9 de noviembre de 1925-Roma, Lacio, 16 de mayo de 2016) fue un cardenal italiano, nuncio apostólico emérito en la República Checa.

## Biografía

### Sacerdote
Fue ordenado sacerdote el 2 de enero de 1949 por la diócesis de Alba. Completó su formación en la Universidad católica de Milán obteniendo una maestría en Letras modernas y filosofía en 1954. Desde 1952 trabaja para la Curia romana, primero en la Cancillería apostólica y después en la Secretaría de Estado de la Santa Sede a partir de 1958, lo que le permitió participar en el Concilio Vaticano II.
En 1965 es nombrado canónigo honorario de la Basílica de San Pedro y deviene como Jefe de Buró en la Secretaría de Estado en 1968; después fue asesor de la Secretaría de Estado el 1 de noviembre de 1975.

### Obispo

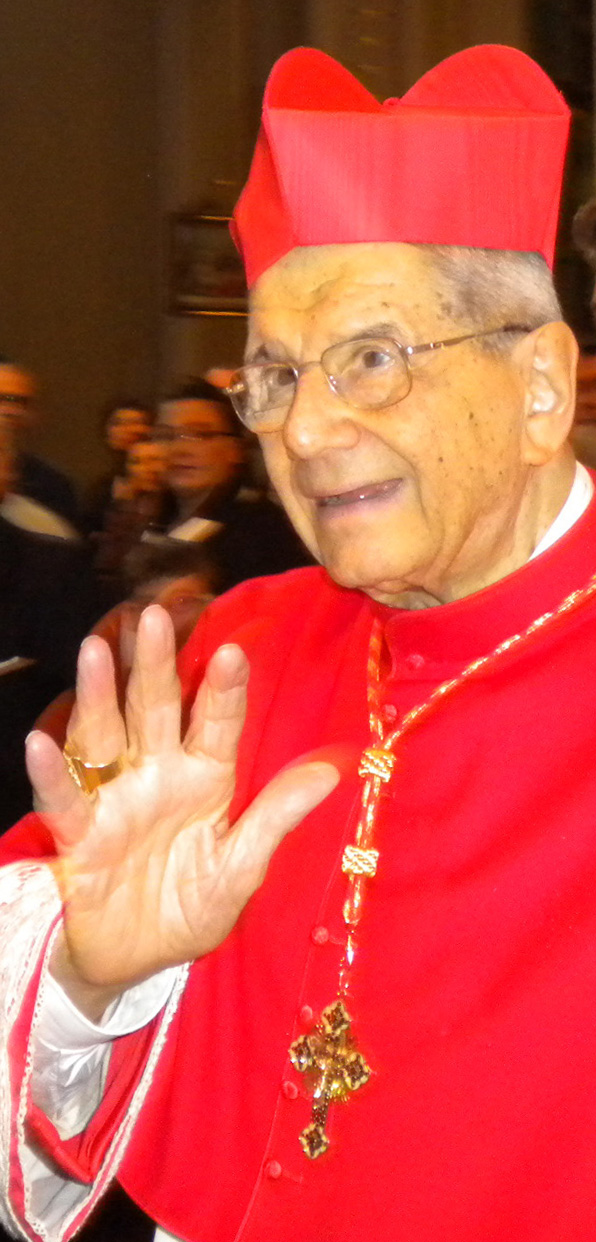
El cardenal Coppa, 13 de mayo de 2012.

Nombrado arzobispo y delegado para las Representaciones pontificias el 1 de noviembre de 1979, fue consagrado por Juan Pablo II el 6 de enero de 1980. El 29 de junio de 1990 es nombrado nuncio apostólico en Praga. Se encontraba en esa ciudad cuando ocurrió la separación de Checoslovaquia. Después de la caída del comunismo jugó un rol importante por sostener el renacimiento de la Iglesia católica después de un largo período de persecución por el régimen ateo. Renunció a sus labores de nuncio por razones de edad en 2001 y fue nombrado canónigo de la Basílica de San Pedro de la Ciudad del Vaticano y consultor de la Secretaría de Estado de la Santa Sede. También fue miembro de la Congregación para las causas de los santos desde 2002 al 2005.

### Cardenal
Benedicto XVI lo creó cardenal no elector en el consistorio del 24 de noviembre de 2007 con el título de Cardenal diácono de San Lino.
Falleció el 16 de mayo de 2016, a los 90 años de edad. El funeral se celebró el 18 de mayo en el altar de la Cátedra de la Basílica de San Pedro, siendo presidida por el cardenal Angelo Sodano, decano del Colegio Cardenalicio. Al final de la celebración, el Papa Francisco presidió el rito de la ultima commendatio y valedictio. El cuerpo fue sepultado en la capilla del Cabildo Vaticano en el Cementerio comunal monumental Campo Verano.